# Півники бліді
{{#ifeq:0|0|{{#if:|{{#if:Irispallida|[[]}}|}}}}
Півники бліді (лат. Iris pallida) — вид багаторічних трав'янистих рослин роду Півники (Iris) родини Півникові (Iridaceae).

## Опис
Досить висока рослина, що досягає 30-60 см, рідше — до 90 см заввишки.
Від гіллястого, товстого, білого, горизонтального кореневища відходить безліч шнуроподібних коренів.
Стебло голе, прямостояче.
Листки плоскі, мечоподібні, покриті восковим нальотом, досягають 30-60 см завдовжки. Приквіткові листки короткі, плівчасті, так само сріблясто-білого кольору через наліт.
Квітки великі, поодинокі, майже сидячі, ніжно-блакитного кольору, ростуть з пазухи приквітки.

## Поширення
Батьківщиною виду є Південно-Східна Європа. Натуралізований в інших країнах Європи, Африки, Західній Азії.